# Alchemilla smytniensis
Alchemilla smytniensis är en rosväxtart som beskrevs av Pawl.. Alchemilla smytniensis ingår i släktet daggkåpor, och familjen rosväxter. Inga underarter finns listade i Catalogue of Life.